# Hesperilla mastersi
Hesperilla mastersi là một loài bướm ngày thuộc họ Hesperiidae. Nó được tìm thấy ở New South Wales, Queensland và Victoria. Nó cũng được tìm thấy ở Tasmania.
Sải cánh dài khoảng 40 mm. Ấu trùng ăn Gahnia melanocarpa và Gahnia radula.
- Australian Insects Lưu trữ ngày 4 tháng 8 năm 2012 tại Wayback Machine
- Australian Faunal Directory